# Paule Riversdale
Paule Riversdale es un seudónimo compartido por la poeta británica de habla francesa Renée Vivien (de soltera Pauline Mary Tarn) y la baronesa Hélène van Zuylen (de soltera Hélène de Rothschild), que fueron amantes desde 1902 hasta 1907.
La invención del seudónimo evoca el verdadero nombre de Renée, Pauline, y Rivière como una mujer americana que ha vivido en Japón y en París.
Más de diez obras fueron coescritas por las dos mujeres, incluidas cuatro publicadas bajo este seudónimo, exclusivamente en 1903 y 1904:
- Vers l'amour, poésies, París, 1903, Maison des poètes
- Échos et reflets, poésies, París, 1903, Alphonse Lemerre
- L'Être double, novela, París, 1904, Alphonse Lemerre
- Netsuké, roman, París, 1904, Alphonse Lemerre.

La atribución real de estos textos es incierta, algunos estudiosos creen que fueron escritos únicamente por Renée Vivien o, al menos, en gran parte por Renée Vivien ya que aunque los temas tratados son distintos a los de su obra, la métrica y la semántica empleadas son características de su autoría.